# Henri Evenepoel
Henri Evenepoel (Nizza, 3 ottobre 1872 – Parigi, 27 dicembre 1899) è stato un pittore e incisore belga.

## Biografia
Henri Evenepoel frequentò dapprima, a Bruxelles, i corsi serali di disegno dell'Académie de Saint-Josse, seguendo gli insegnamenti di Blanc Garin; in seguito s'iscrisse all'Académie del beaux arts de Paris, dove divenne allievo prima di Galland, poi di Gustave Moreau. Partecipò per la prima volta nel 1894 al Salon degli Artisti francesi e nel 1895 al Salon della Société Nationale. 
I suoi paesaggi catturavano vibrazioni della luce solare e talvolta assumevano variazioni popolaresche. Ha scritto della sua arte Marco Valsecchiː Toni ocra e blu cupo risaltano fra zone cromatiche delicate, con "aplats" alla Toulouse-Lautrec. Una luminosità più accesa impregna i dipinti che fioriscono dopo il suo viaggio ad Algeri, dove già malto passa l'inverno del 1897.
Durante la permanenza a Parigi subì l'influenza di Édouard Manet e dell'impressionismo e anche di certi aspetti del fauvismo. Dipinse un certo numero di ritratti di bambini, si dedicò alla litografia, disegnò manifesti pubblicitari e creò illustrazioni per libri di Edgar Allan Poe. Nonostante la lunga permanenza in Francia, mantenne la nazionalità belga.
Henri Evenepoel morì di tifo, a soli 27 anni.